# Dhaoui Hannablia
Dhaoui Hannablia (arabe : الضاوي حنابلية), né le 18 mai 1922 à Tajerouine et mort le 8 août 1999 à La Marsa[réf. souhaitée], est un homme politique tunisien.

## Carrière
Au sein du gouvernement de Hédi Nouira, il est ministre de l'Agriculture entre 1971 et 1974, ministre de l'Intérieur entre 1977 et 1979 et ministre de la Santé entre 1979 et 1980.
Entre 1975 et 1980, il préside également le Conseil municipal de la ville du Kef.